# Landarbeiter

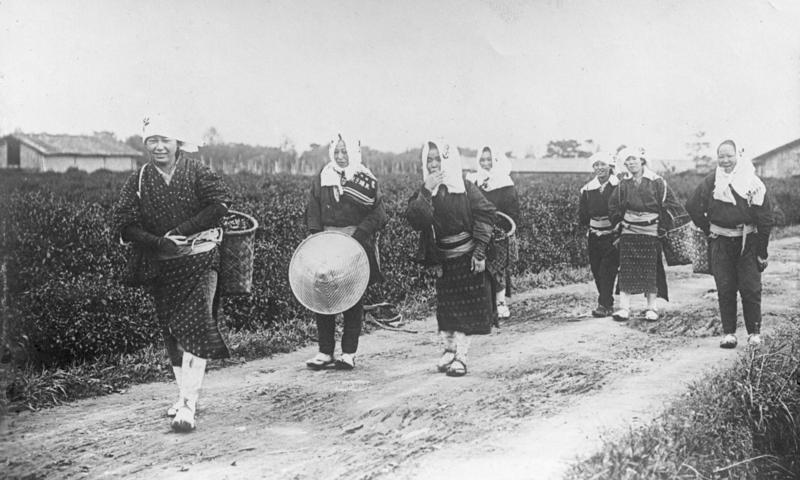
Chinesische Landarbeiterinnen auf dem Weg zur Tee-Plantage 1932 in China

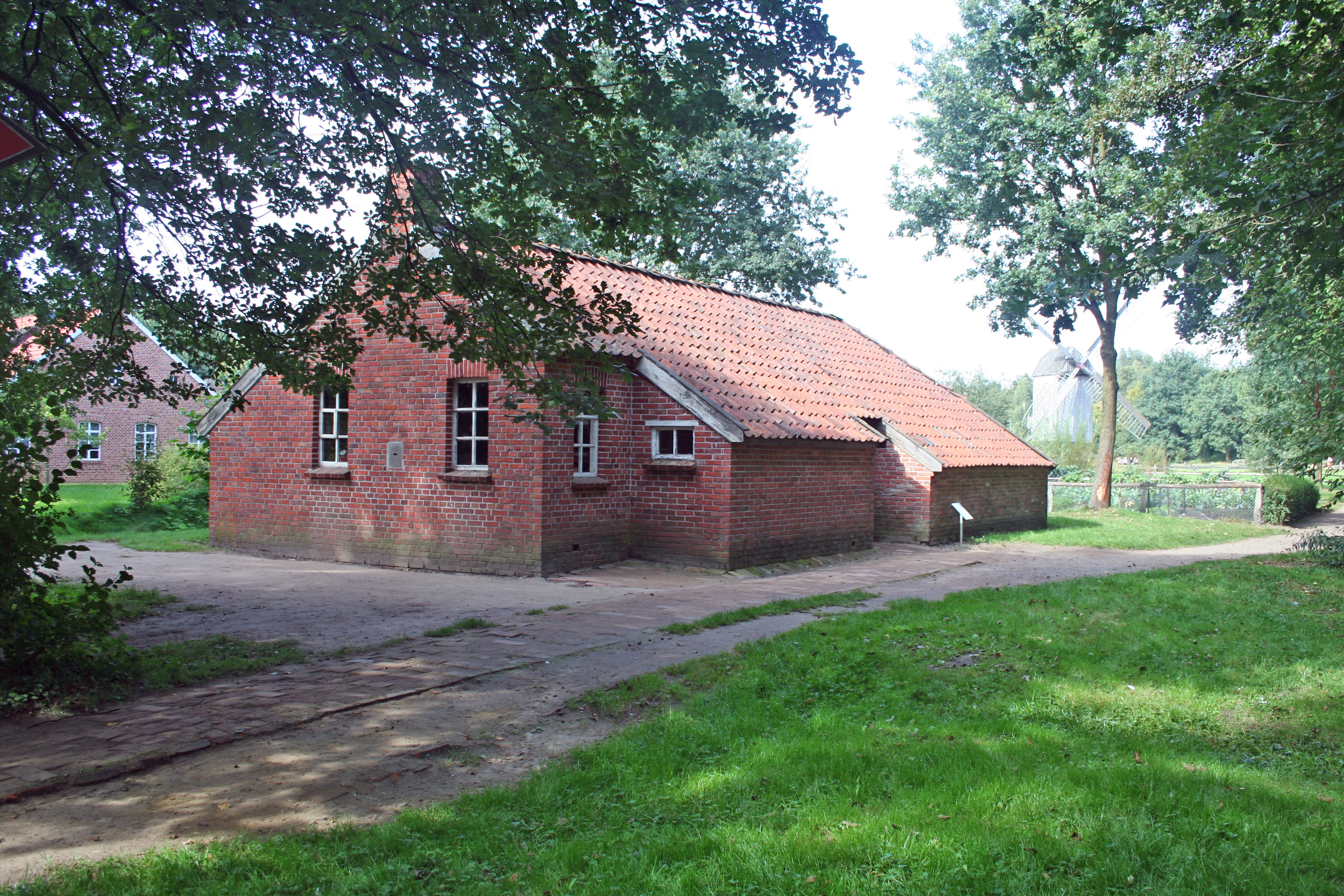
Landarbeiterhaus im Museumsdorf Cloppenburg: Das Haus in Gulfhausbauweise beinhaltet sowohl einen Wohntrakt als auch einen Stall- bzw. Scheunentrakt

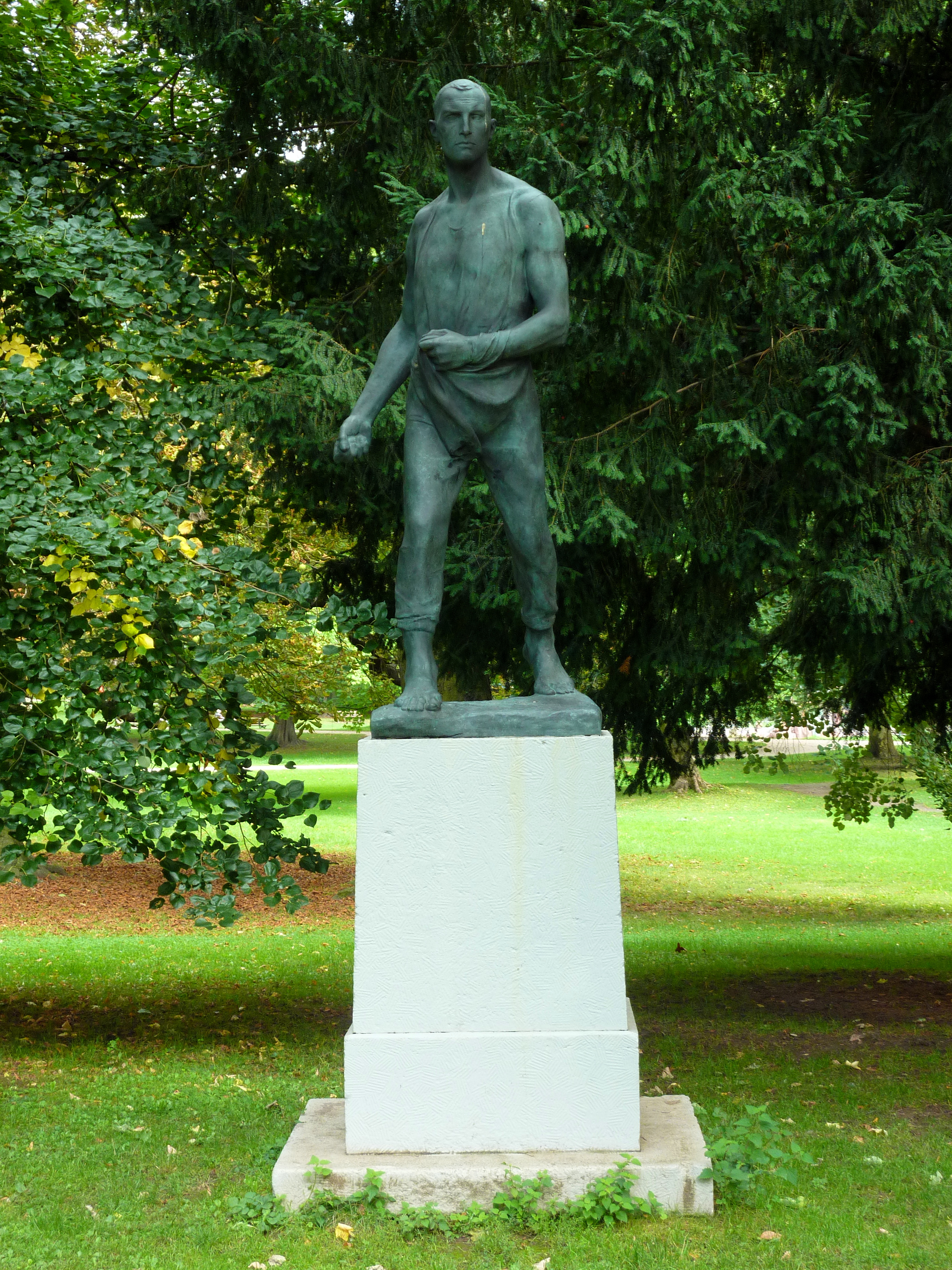
Skulptur Der Sämann von Constantin Meunier im Günthersburgpark im Frankfurter Stadtteil Nordend-Ost

Als Landarbeiter werden Beschäftigte in der Landwirtschaft bezeichnet, die keinen eigenen agrarischen Grundbesitz haben und ihre Arbeitskraft gegen Lohn zur Verfügung stellen.

## Landarbeiter in verschiedenen Regionen
Während die Bedeutung dieses Standes in Westeuropa und Nordamerika seit Mitte des 20. Jahrhunderts abnimmt, umfasst er in Ostasien und in Lateinamerika große Teile der Bevölkerung und birgt zunehmend sozialen Brennstoff. In Südamerika ist der Übergang zwischen Landarbeitern und Kleinbauern fließend und hat durch die wachsende Verschuldung der letzteren seit etwa 1980 zum Entstehen zahlloser Landlosen-Bewegungen geführt (z. B. die MST in Brasilien).
Während des gesamten 20. Jahrhunderts und bis heute haben mexikanische Amerikaner eine bedeutende Rolle in der kalifornischen Landwirtschaft gespielt. In den USA gelang es der Gewerkschaft United Farm Workers in den 1960er Jahren unter Führung von César Chávez in großem Umfang Landarbeiter erfolgreich zu organisieren.
In Spanien sind zahlreiche afrikanische Migranten, oft ohne legalen Aufenthaltstitel, in der Landwirtschaft beschäftigt. Im Februar 2000 kam es in der andalusischen Stadt El Ejido zu rassistischen Ausschreitungen gegen marokkanische Arbeiter.
„Deutschland führte 1991 den Status des Saisonarbeiters in der Landwirtschaft, im Forst- und Hotelsektor ein. Dazu wurden bilaterale Vereinbarungen mit Polen, Rumänien, Ungarn, der Slowakei, der tschechischen Republik, Kroatien, Slowenien und Bulgarien geschlossen. Die Arbeitsverträge sind auf drei Monate begrenzt.“

## Bibliographie
Allgemein
- Bernd Kölling: Familienwirtschaft und Klassenbildung. Landarbeiter im Arbeitskonflikt: Das ostelbische Pommern und die norditalienische Lomellina 1901–1921. SH-Verlag, Vierow bei Greifswald 1996, Gebundene Ausgabe.

Deutschland
- Franz Rehbein: Das Leben eines Landarbeiters. Christians, Hamburg 1985 (Unveränderter Nachdruck der 1911 von Paul Göhre bearbeiteten Ausgabe im Diederichs Verlag)
- Michael Pollak: Ein Text in seinem Kontext: Max Webers Analyse der Lebenssituation ostpreußischer Landarbeiter. In: Österreichische Zeitschrift für Soziologie. 2005, Band 30, Heft, 1 S. 3–21.
- Max Weber: Die Lage der Landarbeiter im ostelbischen Deutschland (1892), Mohr (Paul Siebeck), Tübingen, 1984; ISBN 3-16-544862-0 (sehr ausführlich für das 19. Jh. nach Provinzen)
- René Wiese: Landarbeiter in Mecklenburg im 19. Jahrhundert, in: Jahrbuch für Forschungen zur Geschichte der Arbeiterbewegung, Heft II/2003.

Spanien
- Hartwig Berger, Manfred Heßler, Barbara Kaveman: „Brot für heute, Hunger für morgen“: Landarbeiter in Südspanien; ein Sozialbericht. Suhrkamp, Frankfurt am Main 1978.
- Silvia DiNatale: Die andalusischen Landarbeiter. Geschichte, Lebenswelt und Handlungsstrategien. Leske und Budrich, Opladen 1994.

USA
- Camille Guerin-Gonzales: Mexican Workers and American Dreams: Immigration, Repatriation, and Californian Farm Labor, 1900–1939. Rutger UP, 1994, ISBN 0-8135-2048-7.
- Philip L. Martin: Promise Unfulfilled: Unions, Immigration, and the Farm Workers Cornell UP, 2003, ISBN 0-8014-8875-3 (ILR Press Books, Taschenbuch).
- Patrick H. Mooney: Farmers’ and Farm Workers’ Movements: Social Protest in American Agriculture. Twayne, 1994, ISBN 0-8057-3870-3.
- Rick Nahmias: The Migrant Project: Contemporary California Farm Workers. University of New Mexico Press, 2008, ISBN 0-8263-4407-0, Taschenbuch, Fotobuch mit einem Vorwort von Dolores Huerta.
- Emiel W. Owens: Peacocks of the Fields: The Working Lives of Migrant Farms Workers. Authorhouse, 2008, ISBN 1-4259-9766-X, Taschenbuchausgabe.